# 부여 동사리 석탑
부여 동사리 석탑(扶餘 東寺里 石塔)은 충청남도 부여군 부여읍, 국립부여박물관에 있는 고려시대의 석탑이다. 1984년 5월 17일 충청남도의 문화재자료 제121호로 지정되었다.

## 개요
원래 부여군 세도면 동사리에 있던 석탑이다. 2층의 기단 위에 5층의 탑몸돌이 올려져 있다. 아래층 기단의 네 면에는 각 면마다 무늬를 얕게 새겼고, 위층 기단의 윗면에는 연꽃무늬를 두르고 네 모퉁이마다 돌출된 꽃조각을 두었다.
탑의 몸돌은 모서리마다 기둥 모양을 조각하였는데, 2층 몸돌부터는 심하게 높이가 줄어들어 1층과는 큰 차이를 보이고 있다. 꼭대기 장식은 모두 없어졌으며, 지금의 장식은 훗날 새로 만들어 올려놓은 것이다. 고려시대에 유행한 석탑양식이다.

## 참고 자료
- 동사리석탑 - 국가유산청 국가유산포털